# Usine Stellantis d'Atessa
Stellantis Atessa , anciennement Sevel de Val di Sangro, ou plus communément SEVEL Sud, est une usine de construction automobile du groupe franco-italo-américain Stellantis, issu de la fusion des groupes automobiles PSA et FCA. Avant janvier 2021, elle était détenue à parité par Fiat SpA et PSA Peugeot Citroën via leur filiale Sevel, créée en 1978. L'usine est gérée par Fiat SpA. 
Ouvert en 1981, le site est localisé en Italie centrale, dans les Abruzzes, entre les communes d'Atessa et de Paglieta, dans la vallée du Sangro en province de Chieti sur la côte Adriatique. Il s'étend sur 120 ha, dont 34 couverts et comprend des ateliers de ferrage, peinture hydrosoluble et montage. 
Il est consacré à la production de véhicules utilitaires légers, secteur dans lequel les deux groupes affichaient en 2005 une part de marché cumulée en Europe de 29 %, le site emploie 5 200 personnes en 2006. Avec une capacité de production portée à 1 000 unités par jour, l'usine emploie 6 700 salariés et occupe une superficie de 1,2 million de m2.
Premier centre européen de fabrication d'utilitaires légers, le site a une capacité de production de 200 000 véhicules par an. Elle a ensuité été portée à 260 000 véhicules par an en 2006.
Il assemble les fourgons Fiat Ducato, Citroën Jumper-Relay et Peugeot Boxer-Manager. Le 15 décembre 2005, le site a produit son 3 millionième véhicule puis son 5 millionième véhicule en mars 2015.
Le Groupe PSA et Fiat Chrysler Automobiles ont reconduit ce partenariat jusque 2023.

## Production
Le cap des 500 000 exemplaires produits a été franchi le 1er octobre 1991, peu après le lancement de la 2e génération du Ducato. Le 1er million d'exemplaires produits a été atteint à l'automne 1994 et les 2 millions en 2000.
À partir de 2007, les deux constructeurs ont décidé d'augmenter de 30 % la capacité de l'usine Sevel de Val di Sangro, en Italie, où les véhicules sont produits, pour passer d'un potentiel de 200 000 unités à 260 000 véhicules, soit 1 000 exemplaires par jour. Une nouvelle organisation de la production mise au point par Fiat a permis de passer le cap des 300.000 véhicules annuels soit une production quotidienne de 1.200 véhicules.
Le 26 mars 2015, Fiat a célébré le 5 millionième Ducato produit dans son usine italienne, dont plus de 500.000 en version camping-car. Le cap des 6 millions a été franchi le 20 septembre 2018.
La fabrication a été arrêtée fin décembre 2016 dans l'usine brésilienne Iveco de Sete Lagoas. À partir de 2017, en Amérique latine, les Fiat Ducato sont importés du Mexique, les versions PSA ne sont plus commercialisés.
La répartition de la production se fait à environ 35 % pour PSA et 65 % pour Fiat Professional.
Production par modèle depuis 1984 :
| Année | Production Totale Italie | Fiat Ducato | Fiat Talento | Peugeot Boxer | Citroën Jumper | Alfa Romeo AR 6 | Fiat Ducato Brasil |
| ----- | ------------------------ | ----------- | ------------ | ------------- | -------------- | --------------- | ------------------ |
| 1984  | 89 596                   | 50 180      | NC           |               |                | NC              | -*-                |
| 1985  | 84 885                   | 45 010      | NC           |               |                | NC              | -*-                |
| 1986  | 91 720                   | 46 420      | NC           |               |                | NC              | -*-                |
| 1987  | 105 710                  | 51 100      | NC           |               |                | NC              | -*-                |
| 1988  | 120 995                  | 55 730      | NC           |               |                | NC              | -*-                |
| 1989  | 159 349                  | 94 300      | NC           |               |                | NC              | -*-                |
| 1990  | 206 414                  | 139 768     | NC           |               |                | NC              | -*-                |
| 1991  | 202 060                  | 143 301     | NC           |               |                | NC              | -*-                |
| 1992  | 160 995                  | 114 392     | NC           |               |                | NC              | -*-                |
| 1993  | 97 762                   | 74 140      | NC           |               |                | NC              | -*-                |
| 1994  | 158 497                  | 107 000     | NC           | 31 181        | 20 316         | NC              | -*-                |
| 1995  | 138 845                  | 73 154      | -/-          | 38 099        | 27 529         | -/-             | -*-                |
| 1996  | 129 202                  | 68 908      | -/-          | 35 777        | 24 517         | -/-             | -*-                |
| 1997  | 145 637                  | 80 508      | -/-          | 39 673        | 25 456         | -/-             | -*-                |
| 1998  | 170 475                  | 98 024      | -/-          | 44 996        | 27 455         | -/-             | -*-                |
| 1999  | 174 627                  | 102 641     | -/-          | 42 558        | 29 428         | -/-             | -*-                |
| 2000  | 188 382                  | 106 464     | -/-          | 44 260        | 37 658         | -/-             | 692                |
| 2001  | 188 204                  | 104 224     | -/-          | 42 800        | 41 180         | -/-             | 4 370              |
| 2002  | 177 959                  | 98 127      | -/-          | 41 547        | 38 285         | -/-             | 3 210              |
| 2003  | 180 355                  | 102 279     | -/-          | 36 360        | 41 716         | -/-             | 2 862              |
| 2004  | 195 609                  | 106 237     | -/-          | 43 295        | 46 077         | -/-             | 4 941              |
| 2005  | 200 977                  | 110 366     | -/-          | 42 716        | 47 895         | -/-             | 5 361              |
| 2006  | 199 449                  | 110 925     | -/-          | 41 457        | 47 067         | -/-             | 5 597              |
| 2007  | 244 950                  | 136 440     | -/-          | 51 822        | 56 688         | -/-             | 7 275              |
| 2008  | 250 644                  | 140 036     | -/-          | 52 393        | 58 215         | -/-             | 8 935              |
| 2009  | 117 784                  | 70 674      | -/-          | 23 194        | 23 916         | -/-             | 8 021              |
| 2010  | 189 302                  | 105 548     | -/-          | 46 716        | 37 038         | -/-             | 11 425             |
| 2011  | 224 662                  | 125 944     | -/-          | 54 451        | 44 267         | -/-             | 15 362             |
| 2012  | 206 829                  | 116 103     | -/-          | 50 477        | 40 249         | -/-             | 10 500             |
| 2013  | 203 200                  | 114 479     | -/-          | 49 054        | 39 667         | -/-             | 14 414             |
| 2014  | 229 791                  | 133 500     | -/-          | 51 036        | 45 255         | -/-             | NC                 |
| 2015  | 260 860                  | 151 894     | -/-          | 57 847        | 51 119         | -/-             | NC                 |
| 2016  | 290 309                  | 170 215     | -/-          | 64 423        | 55 671         | -/-             | NC                 |
| 2017  | 292 815                  | 164 227     | -/-          | 67 736        | 60 852         | -/-             |                    |
| 2018  |                          |             | -/-          |               |                | -/-             |                    |
| TOTAL | 5 818 690                | 3 513 251   | NC           | 1 145 140     | 1 068 319      | NC              | 102 944 (1)        |

Légende :
- NC : nombre non communiqué, vraisemblablement inclus dans Fiat Ducato,
- -/- : modèle plus commercialisé,
- -*- : modèle non encore commercialisé,
- (1) : total partiel.

 Données 1984 à 1994 = ? (chiffres des années 1988 à 1992 peu vraisemblables car le cumul 1981 à 1991 arrive à 500.000 ex. (réf. Fiat) / à partir de 1995 : ref. ANFIA & OICA.